# Bhajrawa

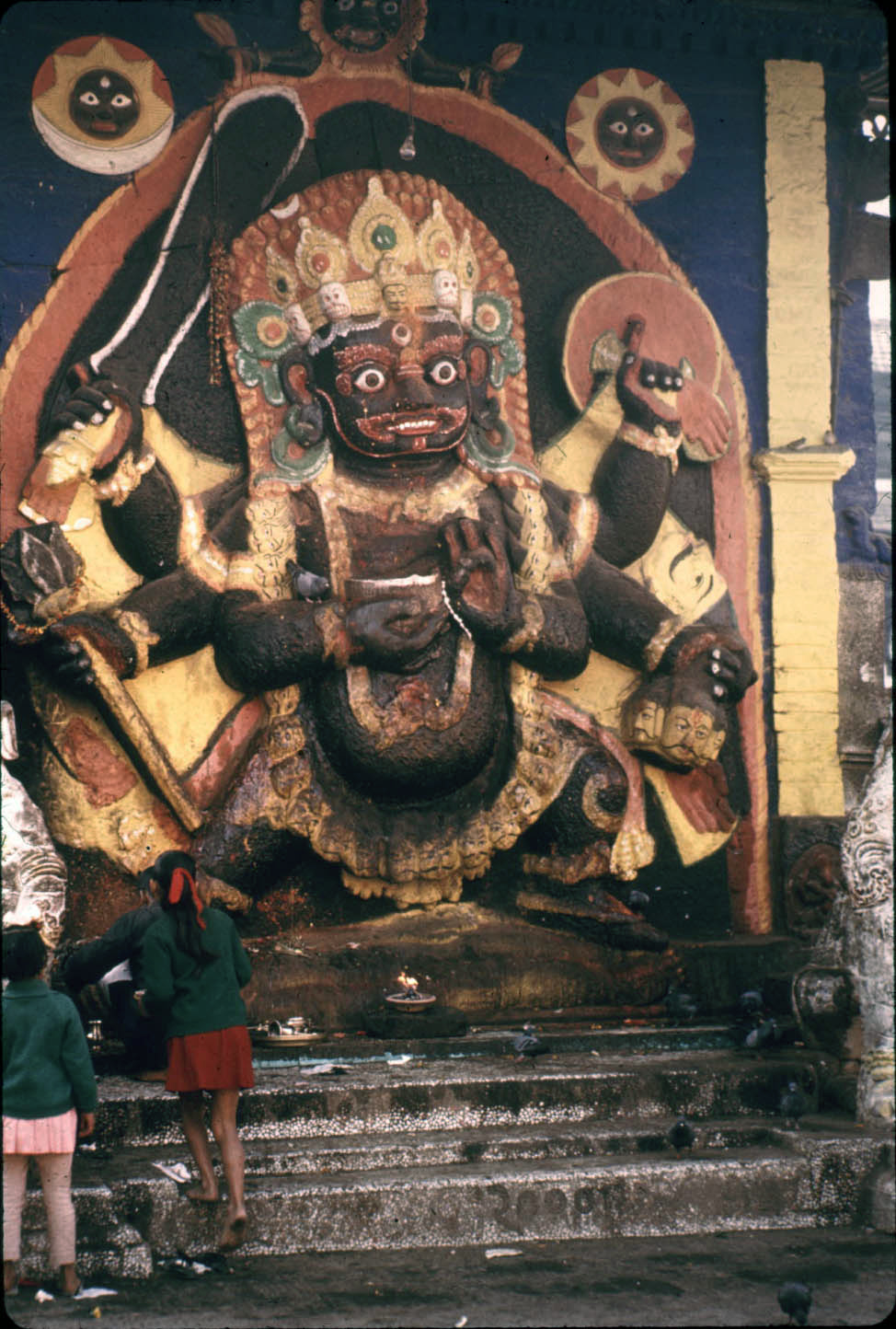
Wizerunek Kala Bhajrawy w Katmandu

Bhajrawa (dewanagari: भैरव, ang. Bhairava, dosłownie „straszliwy”) – jedno z najważniejszych bóstw hinduskich, uważane za groźną manifestację boga Śiwy. Czczony w Nepalu i Indiach (np. w śiwaizmie kaszmirskim). W naukach Abhinawagupty imię Śiwy Bhajrawy odnosi się do najwyższej rzeczywistości.

## Ikonografia
Bhajrawa przedstawiany jest w fartuchu rytualnym utworzonym z ludzkich kości, opleciony kłębowiskiem węży. Jego wahaną (symbolicznym wierzchowcem) jest pies Ruru.